# Inguiniel
Inguiniel (bret. An Ignel) – miejscowość i gmina we Francji, w regionie Bretania, w departamencie Morbihan.
Według danych na rok 1990 gminę zamieszkiwało 1968 osób, a gęstość zaludnienia wynosiła 38 osób/km² (wśród 1269 gmin Bretanii Inguiniel plasuje się na 322. miejscu pod względem liczby ludności, natomiast pod względem powierzchni na miejscu 70.).